# Hylenaea
Hylenaea Miers – rodzaj roślin należący do rodziny dławiszowatych (Celastraceae R. Br.). Obejmuje 3 gatunki występujące naturalnie w lasach Ameryki Środkowej i Południowej.

## Morfologia
PokrójDrzewo lub liany o nagich pędach.
LiścieNaprzeciwległe, całobrzegie.
KwiatyObupłciowe.
OwocePodłużne spłaszczone torebki.

## Systematyka
Pozycja i podział według APWeb (2001...)
Rodzaj należący do rodziny dławiszowatych (Celastraceae R. Br.), rzędu dławiszowców (Celestrales Baskerville), należącego do kladu różowych w obrębie okrytonasiennych.
Wykaz gatunków
| - Hylenaea comosa (Sw.) Miers - Hylenaea praecelsa (Miers) A.C. Sm. - Hylenaea unguiculata Mennega |